# Kompas TV
Kompas TV è una rete televisiva indonesiana, proprietà di Kompas Gramedia.